# Advanced Materials
Advanced Materials is een internationaal, aan collegiale toetsing onderworpen wetenschappelijk tijdschrift op het gebied van de natuurkunde.
Het wordt uitgegeven door Wiley-VCH en verschijnt wekelijks.
Het eerste nummer verscheen in 1989.